# 韋克羅科查湖 (尤拉克馬爾卡區)
8°46′24″S 77°35′55″W / 8.77333°S 77.59861°W
韋克羅科查湖（Wiqruqucha），是秘魯的湖泊，位於該國北部安卡什大區，由瓦伊拉斯省的尤拉克馬爾卡區負責管轄，處於布蘭卡山脈地區。